# Millis-Clicquot
Millis-Clicquot é um lugar designado pelo censo localizado no condado de Norfolk no estado estadounidense de Massachusetts. No Censo de 2010 tinha uma população de 4.403 habitantes e uma densidade populacional de 536,45 pessoas por km².

## Geografia
Millis-Clicquot encontra-se localizado nas coordenadas 42° 10′ 01″ N, 71° 20′ 57″ O. Segundo a Departamento do Censo dos Estados Unidos, Millis-Clicquot tem uma superfície total de 8.21 km², da qual 8.11 km² correspondem a terra firme e (1.2%) 0.1 km² é água.

## Demografia
Segundo o censo de 2010, tinha 4.403 pessoas residindo em Millis-Clicquot. A densidade populacional era de 536,45 hab./km². Dos 4.403 habitantes, Millis-Clicquot estava composto pelo 92.91% brancos, o 1.02% eram afroamericanos, o 0.41% eram amerindios, o 3.7% eram asiáticos, o 0% eram insulares do Pacífico, o 0.52% eram de outras raças e o 1.43% pertenciam a duas ou mais raças. Do total da população o 1.7% eram hispanos ou latinos de qualquer raça.